# Tác động

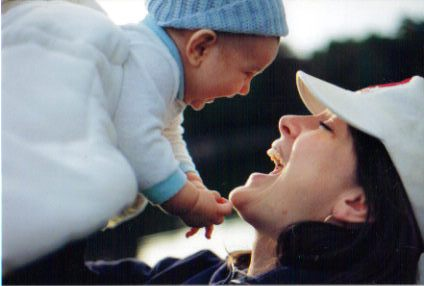
Một người mẹ và con của mình thể hiện tác động cảm xúc.

Tác động, trong lĩnh vực tâm lý học, ám chỉ đến trải nghiệm cơ bản về cảm xúc, tình cảm, sự gắn bó, hoặc tâm trạng.

## Lịch sử
Khái niệm về tác động phát triển vào thế kỷ 19 với Wilhelm Wundt. Từ này bắt nguồn từ tiếng Đức Gefühl, có nghĩa là "cảm giác".
Nghiên cứu về sở thích tác động xã hội và tâm lý (tức là những điều mà người ta thích hoặc không thích) đã tiến hành nhiều thí nghiệm. Cụ thể, đã có nghiên cứu về sở thích, thái độ, hình thành ấn tượng, và quyết định. Các nghiên cứu này so sánh với trí nhớ nhận biết (đánh giá cũ-mới), cho phép các nhà nghiên cứu chứng minh sự khác biệt đáng tin cậy giữa hai khái niệm này. Các quyết định dựa trên tác động và quá trình nhận thức đã được nghiên cứu với sự khác biệt được chỉ ra, và một số người cho rằng tác động và nhận thức nằm dưới sự kiểm soát của các hệ thống riêng biệt và một phần độc lập có thể tác động lẫn nhau theo nhiều cách khác nhau (Zajonc, 1980). Cả tác động và nhận thức có thể tạo thành nguồn tác động độc lập trong hệ thống xử lý thông tin. Người khác đề xuất rằng cảm xúc là kết quả của kỳ vọng, trải nghiệm hoặc tưởng tượng về kết quả của một giao dịch thích ứng giữa cơ thể và môi trường, do đó, quá trình đánh giá nhận thức là yếu tố quan trọng trong việc phát triển và biểu đạt cảm xúc (Lazarus, 1982).